# NGC 2084
NGC 2084 is een emissienevel in het sterrenbeeld Goudvis. Het hemelobject werd op 24 september 1826 ontdekt door de Schotse astronoom James Dunlop.

## Synoniemen
- ESO 57-EN15